# آرثر رادفورد
آرثر وليام رادفورد (بالإنجليزية: Arthur W. Radford)‏، (27 فبراير 1896 - 17 أغسطس 1973)؛ قائد عسكري أمريكي كبير في البحرية الأمريكية.

## عنه
شارك في :
- الحرب العالمية الأولى.
- حرب المحيط الهادئ في فترة الحرب العالمية الثانية.
- حرب كوريا.

## وصلات خارجية
- آرثر رادفورد على موقع مونزينجر (الألمانية)
- آرثر رادفورد على موقع إن إن دي بي (الإنجليزية)

- Arthur W. Radford, Dictionary of Naval Fighting Ships, Naval Historical Center, Department of the Navy.
- Admiral Arthur W. Radford Biography, Arlington Cemetery.com